# Stewart Granger
Stewart Granger, seudónimo artístico de James Lablache Stewart (Londres, 6 de mayo de 1913-Santa Mónica, California, 16 de agosto de 1993), fue un actor del cine clásico británico conocido por su participación en películas como Scaramouche (1952), Las minas del rey Salomón (1950) o El prisionero de Zenda (1952).

## Biografía
Estudió interpretación en la escuela Webber Douglas Academy of Dramatic Art, y una vez terminada su formación comenzó a intervenir como extra en películas inglesas. 
A finales de los años 1930 adoptó su nombre artístico Stewart Granger, para evitar confusiones con el actor estadounidense James Stewart, que por aquel entonces iba adquiriendo una creciente popularidad en Inglaterra. Durante varios años siguió actuando en el cine, como extra o en pequeños papeles, y trabajó también en varias compañías de teatro. 
Por fin, en 1939, Granger consiguió un papel principal en una película, So This Is London. A partir de entonces fue uno de los actores románticos más populares de Inglaterra, que obtenía éxito tras éxito con las películas en las que actuaba, en casi todas hacía el papel de héroe. Como era de esperar, acabó llamando la atención de los estudios de Hollywood, y tras su matrimonio con la también estrella del momento, Jean Simmons, en 1950 firmó un contrato con la Metro-Goldwyn-Mayer. En los años siguientes intervino en numerosas películas, en las que encarnó héroes románticos y aventureros, papeles para los que estaba predestinado. Se le consideró el heredero natural de Errol Flynn cuya estrella ya estaba en declive.
Granger fue en la mejor etapa de su vida, un hombre alto (1.88 m), de buena apostura y muy bien proporcionado, que gustaba matizar sus actuaciones de estilo shakespeariano con algo de humor, un toque de arrogancia y de innegable atractivo varonil, con una voz suave y una melena de cabello ondulado de sienes plateadas, que resultaba un galán simpático a todos los públicos. Actuaba con enorme facilidad, podía comunicar intensidad emocional y convicción, y parecía disfrutar con sus personajes. Muchas de las escenas arriesgadas las realizaba él, sin dejarse doblar por especialistas, fue muy diestro en el uso del florete.
En 1956 Granger adquirió la nacionalidad estadounidense y comenzó a trabajar de forma independiente, es decir, sin estar en la nómina de unos estudios. En los años siguientes apareció nuevamente en producciones británicas, así como de otros países. 
A partir de 1970 actuó también en películas y series realizadas para la televisión, tanto en los Estados Unidos como en Europa. Granger regresó asimismo de cuando en cuando al teatro, donde cosechaba también un éxito considerable. 
Sin embargo, tras bambalinas Granger a medida que aumentaba su fama se fue convirtiendo en una persona muy competitiva, volátil y pretenciosa lo que contribuyó a su declive lento pero sostenido, perdiendo papeles tales como Messala en el épico film Ben-Hur o el de Norman Maine en el film-Ha nacido una estrella y el de Marco Vinicio en Quo Vadis? que lo hubieran mantenido en el podio del estrellato. 
Su última aparición en escena fue en Broadway, en la obra The Circle, coprotagonizada por Rex Harrison. Ya en su retiro obligado se convirtió en un inversor inmobiliario y se radicó en España.

## Vida personal
Granger estuvo casado en tres ocasiones. Su primer matrimonio con la actriz Elspeth March duró diez años y terminó en divorcio amistoso. La segunda vez se casó con la actriz británica Jean Simmons, con la que estuvo casado también diez años y de la que se divorció igualmente. Tuvo una aventura extramarital con su compañera de rodaje Deborah Kerr. Con su tercera esposa estuvo casado cinco años. También ese matrimonio acabó en divorcio. Tuvo cuatro hijos de sus tres esposas. Granger sufrió de alcoholismo en su tercera edad y tuvo que someterse a un tratamiento para desintoxicarse a sus 57 años.
También mantuvo una entrañable amistad de por vida con Ava Gardner y Michael Wilding.
Stewart murió en Santa Mónica, a las afueras de Los Ángeles, de un cáncer de próstata, a los 80 años de edad.

## Filmografía
- Camaleones (1989)
- Oro Fino (Fine Gold) (1989)
- Hell Hunters (1986)
- The Last Safari (1967)
- Target for Killing (1966)
- Old Surehand 1. Teil (1965)
- Das Geheimnis der drei Dschunken (1965)
- Der Ölprinz (1965)
- Unter Geiern (1964)
- Invasión Secreta (1964)
- Sodoma y Gomorra (1963)
- Marcha o muere (1962)
- The Secret Partner (1961)
- Alaska, tierra de oro (1960)
- Harry Black y el tigre (1958)
- Gun Glory (1957)
- La cabaña (1957)
- Cruce de destinos (1956)
- The Last Hunt (1956)
- Pasos en la niebla (1955)
- Los contrabandistas de Moonfleet (1955)
- Beau Brummell (1954)
- Fuego verde (1954)
- Todos los hermanos eran valientes (1953)
- Salomé (1953)
- Young Bess (1953)
- El prisionero de Zenda (1952)
- Scaramouche (1952)
- Las minas del rey Salomón (1950)
- Woman Hater (1949)
- Blanche Fury (1948)
- Saraband for Dead Lovers (1948)
- Captain Boycott (1947)
- The Magic Bow (1947)
- César y Cleopatra (1945)
- Fanny by Gaslight (1944)
- The Lamp Still Burns (1943)
- The Man in Grey (1943)
- Thursday's Child (1943)
- Secret Mission (1942)
- Convoy (1940)
- So This Is London (1939)